# Artur Zagajewski
Artur Zagajewski (ur. w 1978 w Tomaszowie Mazowieckim) – polski kompozytor i teoretyk muzyki.

## Życiorys
W 2005 ukończył teorię muzyki pod kierunkiem Ryszarda Daniela Golianka, a w 2008 kompozycję w klasie Bronisława Kazimierza Przybylskiego w Akademii Muzycznej w Łodzi. Studiował muzykę elektroniczną pod kierunkiem Krzysztofa Knittla. W 2012 obronił pracę doktorską w dziedzinie kompozycji, promotorem pracy był Zygmunt Krauze. Brał udział w kursach prowadzonych przez Marka Chołoniewskiego (Akademia Muzyczna w Krakowie) i Grażynę Pstrokońską-Nawratil (Akademia Muzyczna we Wrocławiu).
Zajmuje się badaniami nad muzyką rockową, m.in. swoją pracę magisterską poświęcił grupie Pink Floyd. Wyniki badań prezentuje w formie wykładów 
podczas Warsztatów Muzyki Rozrywkowej oraz w publikacjach („Glissando”, „Operomania”).
Pracuje jako adiunkt w Akademii Muzycznej w Łodzi, uczy też przedmiotów teoretycznych w Zespole Szkół Muzycznych im. S. Moniuszki w Łodzi. Jest członkiem Komisji Programowej Międzynarodowego Festiwalu Muzyki Współczesnej Warszawska Jesień oraz Związku Kompozytorów Polskich i Polskiego Stowarzyszenia Muzyki Elektroakustycznej.

## Nagrody i wyróżnienia
W 2006 Zagajewski otrzymał wyróżnienie Międzynarodowego Konkursu Kompozytorskiego „850 Jahre Cottbus – Musikalische Bilder einer Stadt”. W latach 2007 i 2009 dwukrotnie zdobył II nagrodę w Konkursie Młodych Kompozytorów im. Tadeusza Bairda. W 2009 zdobył I nagrodę na III Międzynarodowym Konkursie Kompozytorskim im. Grażyny Bacewicz w Łodzi. W roku 2010 został laureatem statuetki Łódzkie EUREKA. W 2017 za utwór brut, powstały z fascynacji Le Corbusierem oraz architekturą brutalistyczną, otrzymał główną nagrodę podczas 64. Międzynarodowej Trybuny Kompozytorów w Palermo.

## Twórczość
W swojej twórczości inspiruje się punk rockiem i przeprowadza liczne poszukiwania sonorystyczne. Wykorzystuje m.in. instrumenty stworzone z rur PCV, których w utworach takich jak Nature Morte (2013) użyto aż 24 sztuk. Współpracował z wiolonczelistą, Dominikiem Połońskim.

## Wybrane utwory
(na podstawie oficjalnej strony kompozytora)
- TR13 na akordeon i taśmę (2005/2014)
- Secession Club na saksofon altowy i taśmę (2005)
- Lichtspiele in der Oberkirche na akordeon i orkiestrę smyczkową (2006)
- Re-cykl I–IV (...a jej duszę poszarpaną...) na głos żeński i taśmę (2007)
- See me na taśmę (2007)
- Fuzz G.B. na taśmę i wideo (2008)
- Birds na 2 akordeony/2 fortepiany i taśmę (2009)
- Liście/Leaves na flet, obój, klarnet, trąbkę, perkusję, harfę, fortepian, altówkę, wiolonczelę i taśmę (2009)
- unhum na orkiestrę (2009)
- Orgadronum na chór kameralny (2009)
- Song of Nature na głos żeński i fortepian (2010)
- Stabat Mater na 4 grupy chóralne i 17 instrumentów (2012)
- EC 14 na 4 tuby PCV (2012)
- Nature Morte na 24 tuby PCV (2013)
- Solid na skrzypce/wiolonczelę i marimbę (2014)
- brut na wiolonczelę solo, klawesyn, 6 skrzypiec, altówkę, wiolonczelę i kontrabas (2014)
- blokhaus C na obiekty dźwiękowe (10 wykonawców) (2015)
- Drzeworyty/Woodcuts na klarnet basowy, perkusję, gitarę elektryczną, fortepian, wiolonczelę, kontrabas i taśmę (2015)
- circulatio na akordeon, akordeon ćwierćtonowy i orkiestrę (2015)
- Staloocy na 2 głosy punk-rockowe, akordeon ćwierćtonowy, perkusję, gitarę elektryczną, fortepian/syntezator i komputer (2016)
- Opera about Poland na klarnet, perkusję, gitarę elektryczną, syntezator, akordeon ćwierćtonowy, skrzypce i wiolonczelę (2016)
- Modulor na akordeon ćwierćtonowy i kontrabasy/4 wiolonczele (2017)
- Marsz na chór i orkiestrę (2017)
- Święty Boże, Święty Mocny na głos męski i orkiestrę kameralną (2018)